# لياندرو رومانو
لياندرو رومانو (بالإسبانية: Leandro Romano)‏ هو لاعب كرة قدم أرجنتيني في مركز الوسط، ولد في 8 يونيو 1997 في بوينس آيرس في الأرجنتين. لعب مع Sacachispas Fútbol Club ‏.

## وصلات خارجية
- لياندرو رومانو على موقع Soccerway.com (الإنجليزية)